# Bulbul (cantante)
Bulbul (en azerí: Bülbül) fue un famoso cantante de música folclórica, tenor de ópera y uno de los fundadores de arte vocal en Azerbaiyán.

## Biografía

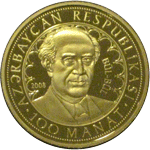
La moneda conmemorativa.

Bulbul nació en 1897, en Şuşa. Fue conocido por su talento musical desde su infancia. En 1920 Bulbul fue invitado a Bakú para presentarse en la ópera “Asli y Karam” de Uzeyir Hajibeyov. En Bakú se familiarizó con la ópera de estilo europeo y decidió a sobresalir en este género. Después él estudió la música y artes vocales en Conservatorio Estatal de Azerbaiyán (ahora se conoce como la Academia de Música de Bakú) hasta 1927. Continuó sus estudios en el Teatro de La Scala en Milán, Italia.
Bulbul es el primer intérprete del personaje principal de la ópera Koroğlu de Uzeyir Hajibeyov en 1936.
De 1932 a 1961 BulBul enseñó en su alma mater: el Conservatorio Estatal de Azerbaiyán. En 1940 fue ascendido al rango de profesor.
Las monografías de Bulbul todavía se usan como material científico para el estudio de la música folclórica azerí. Él es el primer músico en crear materiales para los estudiantes que aprenden a tocar instrumentos tradicionales como Tar, Kamanché y Balaban. Se le concedió el más alto premio de la Unión Soviética, el Premio Estatal de la Unión Soviética.
Su segundo hijo Polad Mammadov también se conoce Polad Bülbüloğlu, es el actual embajador de la Embajada de Azerbaiyán en Rusia.

## Conmemoración
Bulbul murió en Bakú y fue enterrado en el Callejón de Honor.
En 2008 el Banco Central de Azerbaiyán acuñó 100 manat, moneda conmemorativa de oro, dedicada a Bulbul.
En octubre de 2012 la estatua de Bulbul fue inaugurada en Bakú. El autor del monumento es escultor Akif Asgarov. El Presidente de Azerbaiyán Ilham Aliyev, el artista del pueblo Farhad Badalbeyli, el artista del pueblo Arif Babayev, director artístico del 4.º Concurso Internacional de Vocalistas de Bulbul, Robert Körner, hijo del cantante Polad Bülbüloğlu asistieron a la ceremonia.

## Premios y títulos
- Artista de Honor de la RSS de Azerbaiyán  (1935)
- Artista del pueblo de la URSS (artes escénicas) (1938)
- Premio Estatal de la Unión Soviética (1950)
- Orden de Lenin (1946, 1956)
- Orden de la Bandera Roja del Trabajo (1936, 1958)
- Orden de la Insignia de Honor (1938)
- Medalla de Garibaldi (Italia)